# Toranj sa satom u Botevgradu
Toranj sa satom u Botevgradu simbol je grada Botevgrada i dio 100 turističkih mjesta Bugarske. 
Sa svojim obnovljenim mehanizmom sata, on i dalje alarmira svaki sat s točnim brojem otkucaja zvona. Izgrađen je 1866. godine.
Toranj je izgrađen u sklopu velikih gradnji 1866. godine na prijedlog Mithat Paše, a djelo je majstora Vuna Markova iz Vračeša. Satni mehanizam izradio je domaći željezar Genčo Nakov, a zvono - majstor Lazar Dimitrov iz Banske. 
Isprva na vrhu tornja nalazila se mala drvena kuća, a turska figurica s fesom na glavi izlazila je iz njega. Nakon oslobođenja od Turaka, lokalni ljudi su uništili taj turski simbol. 
Godine 1924. pored kule gradi se središte zajednice. Nakon pola stoljeća, prema obnovi tornja, ovo je središte uklonjeno, a uz toranj je posađeno crnogorično stablo duglazije. Stablo je raslo godinama sve dok njegova visina nije dosegla gotovo visinu tornja. Postalo je vrlo omiljeno, a svake je godine ukrašeno kao božićno drvce. No, visoko stablo biloa je preblizu tornju, a po mišljenju arborikulturista Jordana Kjurpanova njegovo korijenje ugrožavalo je toranj.
U svojoj stoljetnoj povijesti spomenik arhitekture pretrpio je puno dogradnji, popravaka, restauracija i drugih aktivnosti kako bi zadržao svoj stil i izgled. 